# Эпистаз

Отличия структуры агглютиногена на поверхности эритроцитов при феномене (справа внизу) — в структуре антигена отсутствует молекула фукозы

Эписта́з — тип взаимодействия генов, при котором проявление одного гена находится под влиянием другого гена (генов), неаллельного ему. Ген, подавляющий фенотипические проявления другого, называется эпистатическим (ингибитором, супрессором); ген, чья активность изменена или подавлена, называется гипостатическим.
Если подавляющее действие на один ген оказывает доминантный аллель, то говорят о доминантном эпистазе; если же, напротив, действие гена подавляется рецессивным аллелем другого гена, то имеет место рецессивный эпистаз. Известен также двойной рецессивный эпистаз, при котором две рецессивные аллели одного гена подавляют другой ген, но и две рецессивные аллели второго гена подавляют первый ген.
Эпистатическое взаимодействие генов приводит к различным отклонениям от классического расщепления фенотипов 9 : 3 : 3 : 1 при дигибридном скрещивании.

## Примеры
Эпистатическое взаимодействие генов описано у множества организмов, в том числе у человека. Примером рецессивного эпистаза может служить так называемый бомбейский феномен у человека. У людей, гомозиготных по гену FUTI (также известен как h), экспрессия генов, кодирующих ферменты образования агглютиногенов (антигенов) эритроцитов A и B (гены IA и IB), нарушается, и на эритроцитах вместо нормальных антигенов A и B образуются дефектные, не имеющие одного остатка фукозы в своей структуре. Такие люди имеют группу крови 0 независимо от аллелей генов, определяющих группу крови по системе AB0, так как не имеют ни антигена A, ни антигена B. 
Гены, определяющие окраску шерсти у мышей, также взаимодействуют друг с другом по типу эпистаза. У мышей окраска агути, которая обусловлена чередованием кольцевых полос пигмента по длине каждого волоса, доминирует над чёрной окраской, которая определяется рецессивным мутантным аллелем a. Если же в другом локусе b имеется рецессивная мутация, то пигментация исчезает полностью, независимо от того, какими аллелями представлен ген A. Таким образом, в случае с определением окраски шерсти у мышей также имеет место рецессивный эпистаз.
В качестве примера доминантного эпистаза можно привести определение окраски плодов у тыквы. У тыквы доминатный аллель A обусловливает белую окраску тыквин вне зависимости от того, какими аллелями представлен ген B. Если локус A представлен рецессивной аллелью, то растения с генотипами BB и Bb имеют жёлтые плоды, а bb — зелёные.
Двойной рецессивный эпистаз часто имеет место в случае генов, кодирующих ферменты одного метаболического пути. Если в клетке не будет экспрессироваться нормальная форма одного из этих ферментов, то не будет образовываться промежуточный продукт, служащий субстратом для последующих стадий. В результате выработки нормального продукта пути не будет вне зависимости от того, какими аллелями представлены гены ферментов, катализирующих последующие стадии. В качестве примера можно привести гены st и pr у дрозофилы. Эти гены кодируют ферменты, катализирующие разные этапы превращения аминокислоты триптофана в бурый пигмент. Если один из этих генов представлен только рецессивными, мутантными аллелями, то бурый пигмент не производится, и фенотип мух по окраске глаз отличается от дикого типа.